# Websteroprion armstrongi
Websteroprion armstrongi — викопний вид багатощетинкових кільчастих червів, що існував у девонському періоді (приблизно 400 млн років тому).

## Історія досліджень
Викопні рештки багатощетинкового хробака знайдені у 1994 році у девонських відкладеннях формації Кватабоахеган (Kwataboahegan Formation) у канадській провінції Онтаріо. Це був відбиток щелеп у скелястій породі. У 2017 році вчені з університету Лунда, Бристольського університету і Королівського музею Онтаріо дослідили рештки за допомогою рентгенівської мікротомографії. Вони відновили зовнішній вигляд щелеп і по них оцінили розміри черв'яка та описали новий вид Websteroprion armstrongi. Родова назва Websteroprion дана на честь басиста гурту «Cannibal Corpse» Алекса Вебстера. Видова назва W. armstrongi вшановує Дерека Армстронга, який виявив скам'янілості.

## Опис
Щоб оцінити розміри черв'яка, дослідники порівняли розміри щелеп кількох древніх і сучасних видів поліхет. Знайдені відбитки виявилися найбільшими з усіх, знайдених раніше. Якщо розміри скам'янілих щелеп многощетинкових черв'яків, знайдених раніше, не перевищували двох мм, то експонати музею Онтаріо досягали 13 мм. На думку вчених, довжина W.armstrongi могла перевищувати один метр. Щодо типу харчування у дослідників немає впевненості. З одного боку, будова щелеп W.armstrongi, яка схожа представниками з Eunicida, вказує на те, що черв'як був хижаком. З іншого — в цьому ряді є як хижі види, так і травоїдні, і падальники. Тому, не знаючи будови м'яких тканин хробака і зміст його кишечника, визначити, чи був він хижаком, неможливо.